# Werner Schmidbauer (Musiker)

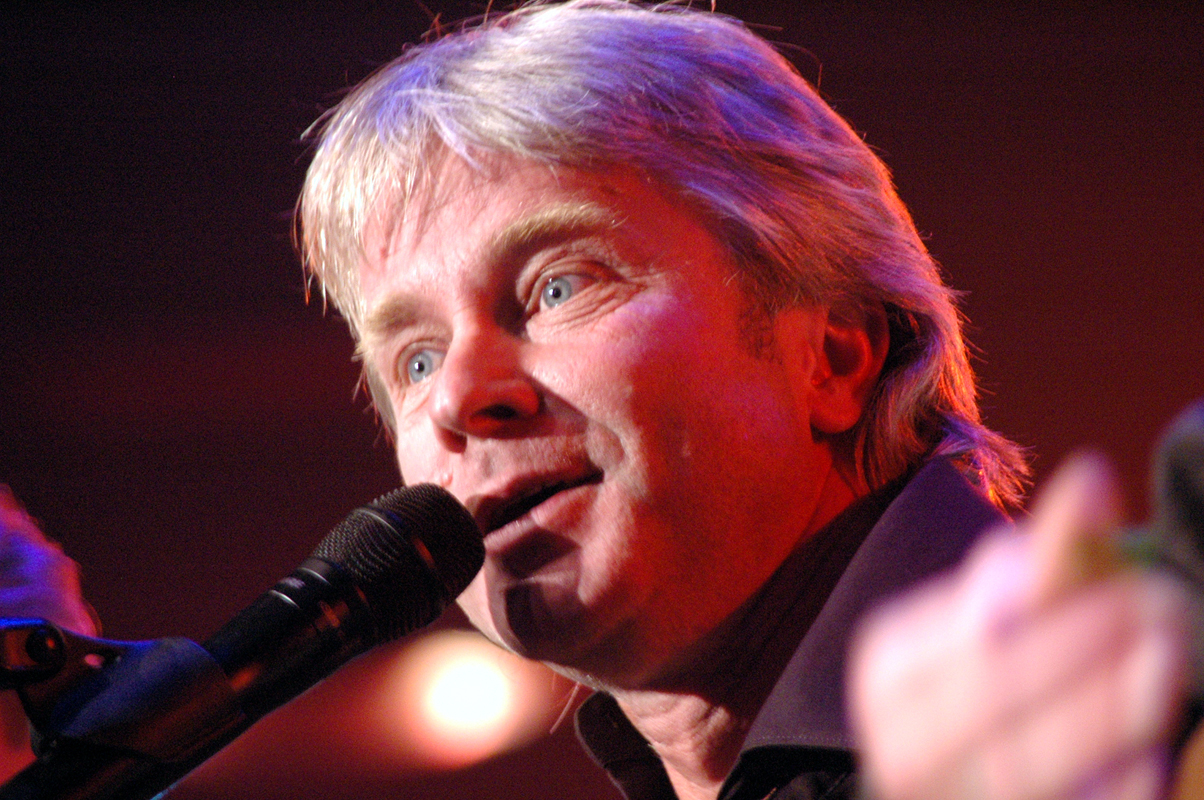
Werner Schmidbauer (2009)

Werner Schmidbauer (* 24. August 1961 in München) ist ein deutscher Fernsehmoderator, Musiker und Liedermacher.

## Leben und Wirken
Werner Schmidbauer wuchs mit einem Bruder auf, der Lehrer ist. Seit Ende der 1970er Jahre ist er als Liedermacher auf Tour; erst mit Valery McCleary und Ecco Meineke als Trio Folksfest, später auch mit seiner Band SchmidbauerS. Seit 1993 tritt er zusammen mit Martin Kälberer als Schmidbauer & Kälberer auf. Er studierte Journalismus.
Im Fernsehen arbeitet Werner Schmidbauer vorwiegend für den Bayerischen Rundfunk. So moderierte er insgesamt 460 Mal die Sendung Live aus dem Alabama. Anschließend trat er die Nachfolge von Fritz Egner in der Kinderreihe Dingsda (1994–1999) an. Außerdem moderierte er 1996 die 12-teilige Dating-Show Grünschnäbel im Ersten.
Eigene Talkshows im BR folgten: zuerst Schmidbauers und zwischenzeitlich moderierte er im Wechsel die Sendung Unter 4 Augen. Seit 2003 war er Moderator der Reihe Gipfeltreffen im Bayerischen Fernsehen, bei der Schmidbauer mit einem Gesprächspartner eine Bergwanderung unternahm. Im April 2025 war nach 22 Jahren und 126 Gipfeltreffen damit Schluss.
Von 2006 bis 2016 war Werner Schmidbauer im Bayerischen Fernsehen mit dem Sendungsformat aufgspuit! – Werner Schmidbauer mit … zu sehen. In dieser Reihe lud er Musikerkollegen ins Münchner Lustspielhaus ein, um mit ihnen zusammen live zu musizieren. Martin Kälberer fungierte dabei als musikalisches Bindeglied.
Sein erster Gast am 7. Juli 2006 war Hans-Jürgen Buchner (bekannt als Haindling), weitere Gäste waren u. a. Wolfgang Ambros, Willy Astor und Wolfgang Niedecken.
2019 trat er bei Lieder auf Banz mit Wolfgang Niedecken und Pippo Pollina auf.

## Privates
Schmidbauer ist in dritter Ehe verheiratet, hat drei Kinder und lebt nach Jahren in Bad Aibling bei Rosenheim seit 2019 in Kempten.

## Auszeichnungen

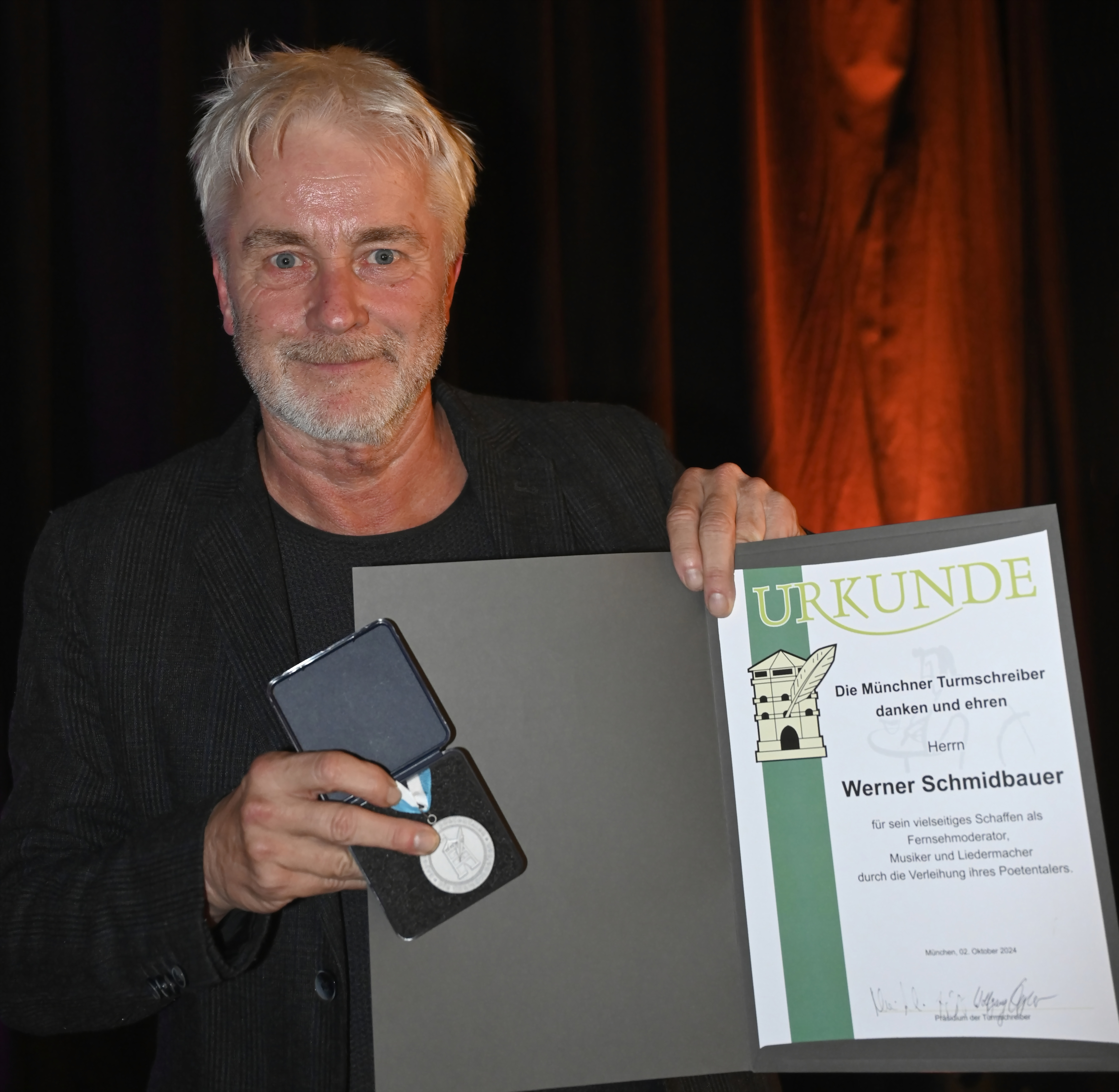
Werner Schmidbauer, Poetentaler 2024

- 1984: Adolf-Grimme-Preis für die Live-Talkshow „Live aus dem Alabama“
- 2009: Bayerische Staatsmedaille für Verdienste um die Umwelt
- 2018: Bayerischer Verdienstorden[3]
- 2020: Bairische Sprachwurzel[4]
- 2024: Bayerischer Poetentaler

## Diskografie
- 1994: SchmidbauerS
- 1995: AugnSchaugn
- 1997: Zeitlang
- 1998: Da wo de Leit san (live)
- 1999: Viere
- 2001: Dahoam
- 2003: Zeit der Deppen
- 2006: oiweiweida (live)
- 2008: An am Abend so wia heit … (Doppel DVD)
- 2010: Momentnsammler
- 2011: Ois in oam (CD-Box mit allen CDs außer Momentnsammler)
- 2012: Süden (Werner Schmidbauer – Pippo Pollina – Martin Kälberer)
- 2014: Wo bleibt die Musik?
- 2015: Ois is guat
- 2018: Bei Mir (live)
- 2018: 10 Jahre Tollwood (Live)
- 2019: Süden II (Werner Schmidbauer – Pippo Pollina – Martin Kälberer)
- 2019: Original Album Classics (CD-Box, 4 Alben auf 5 CDs)
- 2023: Mia san oans

## Filmbiografie
- Gastauftritt: Um Himmels Willen (Qual der Wahl und Ratespiel)